# Serra della Moneta
Serra della Moneta (1.188 m s.l.m.) è una montagna della provincia di Agrigento, sita nel territorio di Santo Stefano Quisquina appartenente al gruppo montuoso dei Monti Sicani.

## Caratteristiche
Con i suoi 1.188 metri è il rilievo più alto dei monti che circondano il centro abitato di Santo Stefano Quisquina ad est. Il rilievo dalla cresta arrotondata si sviluppa in parallelo a quello della Serra Quisquina (1.059 m), entrambi di forma allungata. Ad ovest del monte, a quota 967 m sorge una chiesa dedicata a San Calogero mentre a nord si trova l'agriturismo Serra Moneta da cui prende il nome. 
Dalla vetta è possibile scorgere le cime più alte dei Monti Sicani tra cui Monte Cammarata (1.578 m), Monte delle Rose (1.436 m) e Rocca Busambra (1.613 m), a sud il Mar Mediterraneo e a nord-est il gruppo montuoso delle Madonie.
Il clima in inverno è caratterizzato da episodi di nebbia fitta e a volte anche abbondanti nevicate che possono durare da 2 a 10 giorni e in casi particolari anche un mese; le temperature oscillano tra i 10 gradi e i -5 gradi sotto lo 0. Le estati sono calde e fresche ma non raggiungono temperature superiori a 35 gradi.
Tra i rilievi Serra della Moneta e Pizzo della Rondine (1.246 m) nasce il fiume Platani.